# Wasilij Pozanienko
Wasilij Wasiljewicz Pozanienko (ros. Василий Васильевич Позаненко, ukr. Василь Васильович Позаненко, Wasyl Wasylowicz Pozanenko, ur. 1912, zm. ?) – radziecki działacz partyjny i państwowy.

## Życiorys
W latach 1935–1938 kierował rejonowym oddziałem finansowym w obwodzie dniepropetrowskim/mikołajowskim, od 1936 należał do WKP(b), 1938-1941 kierował obwodowym oddziałem finansowym w Kirowohradzie. W latach 1946–1947 był zastępcą przewodniczącego Komitetu Wykonawczego Kirowohradzkiej Rady Obwodowej ds. państwowych ubezpieczeń, 1949–1949 I sekretarzem rejonowego komitetu KP(b)U w obwodzie kirowohradzkim, 1950–1951 I sekretarzem Komitetu Obwodowego KP(b)U w Kirowohradzie, a 1952–1955 słuchaczem Szkoły Partyjnej przy KC KP(b)U/KPU. Od 27 września 1952 do 23 marca 1954 był członkiem KC KP(b)U/KPU, a od 1955 szefem Zarządu Kadr Kierowniczych Ministerstwa Gospodarki Rolnej Ukraińskiej SRR i wiceministrem gospodarki rolnej Ukraińskiej SRR.